# Étaves-et-Bocquiaux
Étaves-et-Bocquiaux é uma comuna francesa na região administrativa de Altos da França, no departamento de Aisne. Estende-se por uma área de 13,69 km². Em 2010 a comuna tinha 565 habitantes (densidade: 41,3 hab./km²).